# Bubishi
Bubishi (jap. 武備志) – japońska księga-podręcznik dot. sztuk walki. Tłumaczenie chińskiego dzieła o tytule Wubei Zhi.
Historyk sztuk walki, Patrick McCarthy, w swojej książce wymienia  dwie różne księgi o tytule Wubei Zhi (jap. Bubishi; pisownia tymi samymi znakami). Pierwsza z nich jest obszernym traktatem o sztuce prowadzenia wojny. Została ona wydana w 1621, w czasie panowania dynastii Ming (1366-1644). Miała ona charakter tajny. Była dostępna wyłącznie dla upoważnionych urzędników i wojskowych. Jej autorem jest Mao Yuanyi, który szczegółowo opisuje m.in. strategię działań militarnych, prowadzenie manewrów morskich, sposoby walki wręcz itp. Dzieło jest bogato ilustrowane.
Druga wersja tej księgi, skrócona, ukazała się w okresie panowania dynastii Qing (1644-1911) i to ona dotarła do Okinawy, stając się „biblią” karate.

## Ilustracje z księgiBubishi

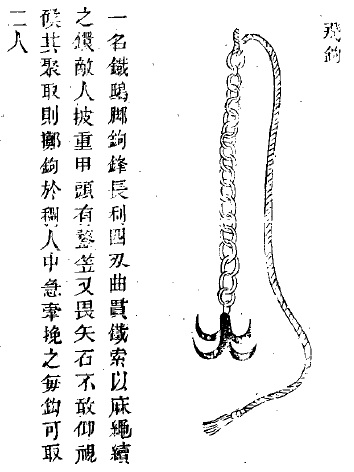
Latający hak
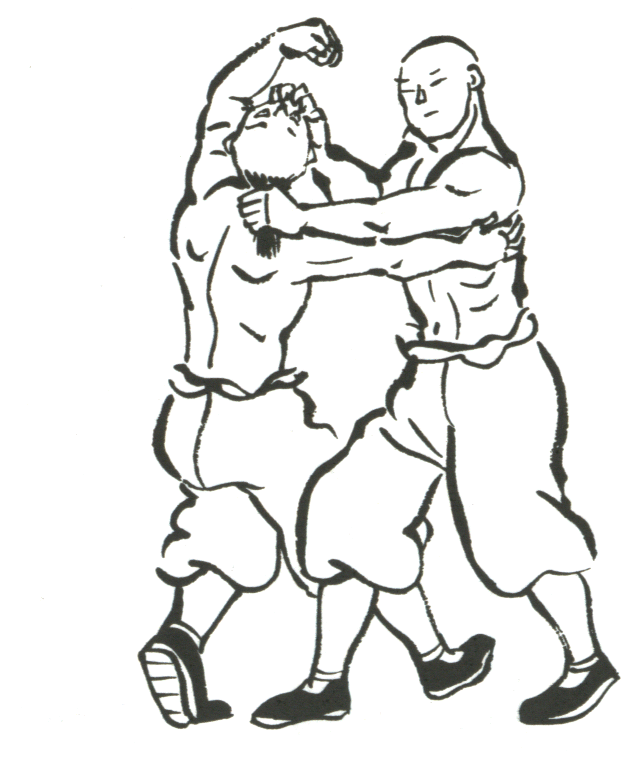
Walka wręcz, przykład chwytu
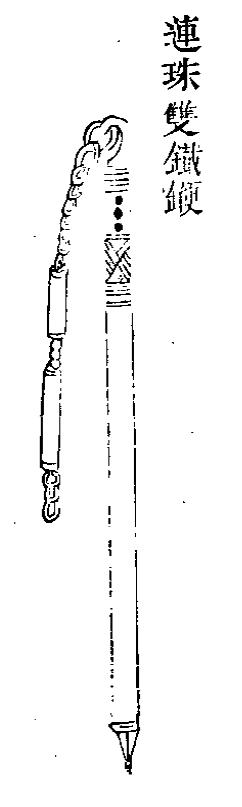
Cep służący do obrony